# Dvojina
Dvojína (tudi duál) je v slovnici eno od slovničnih števil.
Namesto dvojine se uporabi množino, kadar gre za značilne dvojice: novi čevlji - čeprav sta dva nova čevlja - dolge roke, modre oči, široki rokavi..
Slovenščina je sicer eden zelo redkih jezikov, ki je ohranil dvojino in jo v polni meri skoraj neokrnjeno uporablja.
Dvojina je bila prisotna v indoevropskem prajeziku in poznali so jo številni stari indoevropski jeziki, npr. sanskrt, avestijščina, stara grščina, in stara cerkvena slovanščina. Med germanskimi jeziki je gotščina poznala osebne zaimke in glagolske končnice za 1. in 2. osebo dvojine, stara angleščina in stara nordijščina pa zgolj osebne zaimke za 1. in 2. osebo. Med slovanskimi jeziki so dvojino danes v celoti ohranile samo še slovenščina  in obe lužiški srbščini. Nekateri govori zahodnega narečja beloruščine ločijo le še posebne dvojinske oblike za imenovalnik in tožilnik samostalnikov ženskega spola a-jevske sklanjatve: adna karova »ena krava«, dźvie karovie »dve kravi«, try karovy »tri krave«. Litovščina ima posebne dvojinske oblike osebnih zaimkov, katerih uporaba je v standardni zvrsti fakultativna, v nekaterih narečjih pa še vedno obvezna: aš »jaz«, mudu »midva«, mes »mi«.
V številnih drugih jezikih, ki zdaj več nimajo dvojine, so se ohranile oblike, ki kažejo na njeno nekdajno navzočnost, kot na primer v ruščini, kjer je »двумя [dvumja] dvema« v orodniku množine števnika »dva«, medtem kot je običajna končnica za orodnik množine »-ami«, kot v slovenski množini. Tudi v švedščini je »vår naš«, v islandščini pa se ista beseda glasi »ykkur«, kar je ostanek prvotne germanske dvojine. Sledovi dvojine so ohranjeni tudi v škotski gelščini.